# Estoril Open (tenis)
Estoril Open este  un turneu de tenis ATP care se desfășoară pe terenuri cu zgură, în aer liber, pe Riviera portugheză. Evenimentul are loc la complexul sportiv Clube de Ténis do Estoril din Cascais. Turneul a fost creat în 2015 pentru a înlocui istoricul Portugal Open, care a fost anulat din cauza lipsei de sponsorizări. Turneul a fost creat de fostul tenismen olandez Benno van Veggel și de agentul portughez de fotbal Jorge Mendes.

## Rezultate

### Simplu
| An   | Campion                                | Finalist                               | Scor                                   |
| ---- | -------------------------------------- | -------------------------------------- | -------------------------------------- |
| 2015 | Richard Gasquet                        | Nick Kyrgios                           | 6–3, 6–2                               |
| 2016 | Nicolás Almagro                        | Pablo Carreño Busta                    | 6–7(6–8), 7–6(7–5), 6–3                |
| 2017 | Pablo Carreño Busta                    | Gilles Müller                          | 6–2, 7–6(7–5)                          |
| 2018 | João Sousa                             | Frances Tiafoe                         | 6–4, 6–4                               |
| 2019 | Stefanos Tsitsipas                     | Pablo Cuevas                           | 6–3, 7–6(7–4)                          |
| 2020 | Anulat din cauza pandemiei de COVID-19 | Anulat din cauza pandemiei de COVID-19 | Anulat din cauza pandemiei de COVID-19 |
| 2021 | Albert Ramos Viñolas                   | Cameron Norrie                         | 4–6, 6–3, 7–6(7–3)                     |
| 2022 | Sebastián Báez                         | Frances Tiafoe                         | 6–3, 6–2                               |
| 2023 | Casper Ruud                            | Miomir Kecmanovic                      | 6–2, 7–6(7–3)                          |

### Dublu
| An   | Campion                                | Finalist                               | Scor                                   |
| ---- | -------------------------------------- | -------------------------------------- | -------------------------------------- |
| 2015 | Treat Huey Scott Lipsky (4)            | Marc López David Marrero               | 6–1, 6–4                               |
| 2016 | Eric Butorac (3) Scott Lipsky (5)      | Łukasz Kubot Marcin Matkowski          | 6–4, 3–6, [10–8]                       |
| 2017 | Ryan Harrison Michael Venus            | David Marrero Tommy Robredo            | 7–5, 6–2                               |
| 2018 | Kyle Edmund Cameron Norrie             | Wesley Koolhof Artem Sitak             | 6–4, 6–2                               |
| 2019 | Jérémy Chardy Fabrice Martin           | Luke Bambridge Jonny O'Mara            | 7–5, 7–6(7–3)                          |
| 2020 | Anulat din cauza pandemiei de COVID-19 | Anulat din cauza pandemiei de COVID-19 | Anulat din cauza pandemiei de COVID-19 |
| 2021 | Hugo Nys Tim Pütz                      | Luke Bambridge Dominic Inglot          | 7–5, 3–6, [10–3]                       |
| 2022 | Nuno Borges Francisco Cabral           | Máximo González André Göransson        | 6–2, 6–3                               |
| 2023 | Sander Gille Joran Vliegen             | Nikola Cacic Miomir Kecmanovic         | 6–3, 6–4                               |